# Shannon Holtzapffel
Shannon Christiaan Holtzapffel Antoine (* 9. Oktober 1985 in Delft, Holland) ist ein niederländisch-australischer Choreograph, Schauspieler und Tänzer.

## Leben
Shannon Holtzapffel wurde in Delft, Holland, geboren und zog 1989 mit seiner Familie nach Brisbane, Australien. Im Alter von sechs Jahren besuchte er die Johnny Young Talent School und landete prompt mit sieben Jahren in der Musicalproduktion The King and I und in einer TV-Werbung. Weitere klassische Ballettproduktion folgten. Als Jugendlicher setzte Holtzapffel seine tänzerische Ausbildung am Davidia Lind Dance Center in allen Genres des Tanzes fort.
In der Folgezeit hatte er Auftritte bei einigen Fernsehserien, beispielsweise in The Wayne Manifesto, Medivac und Fire II.
Nach dem Abschluss der Queenslands Sunnybank State High School erhielt Holtzapffel ein Stipendium das ihm 2003 das Studium an dem Edge Performing Arts Center in Los Angeles ermöglichte. Mit seiner Vorerfahrung in Tanz, Schauspiel und Choreographie bekam er Engagements für TV-Werbespots und wirkte in zahlreichen Videoclips u. a. bei Christina Aguilera und Ne-Yo mit. Es folgten Tourneen, die ihn mit der Los Angeles Commonality Dance Company nach Südkorea und Europa führten.
Im April 2009 wurde Holtzapffel ausgewählt, als Tänzer bei der Comeback Tour Michael Jackson’s This Is It mitzuwirken, die nach dem Tod des Sängers abgesagt wurde. Er ist auch in dem gleichnamigen Dokumentarfilm zu sehen.
In 2010 war er einer der Tänzer auf der ersten Etappe von Whitney Houstons Comebacktournee Nothing But Love World Tour. 2011 nahm er an der Aphrodite World Tour der australischen Sängerin Kylie Minogue teil. Er arbeitete außerdem für Künstler wie Britney Spears, Janet Jackson, Delta Goodrem und Dutzende andere.
Holtzapffel lebt derzeit in Los Angeles.
Neben Hugh Jackman, Zac Efron und Zendaya spielt er in dem neuen Musicalfilm The Greatest Showman mit, er verkörpert dort Captain Costentenus.

## Filmografie (Auswahl)
- 2006: Happy Feet Computeranimationsfilm
- 2009: Michael Jackson’s This Is It, Dokumentarfilm
- 2011: The 63rd Primetime Emmy Awards (TV)
- 2013: The Oscars (TV)
- 2014: Jennifer Lopez: Dance Again (TV) Dokumentarfilm
- 2014: So You Think You Can Dance Australia (TV-Serie)[3]
- 2018: The Greatest Showman (Kinofilm)[4]

## Trivia
Holtzapffel wirkte auch in der Marketingkampagne für das Musikvideospiel Michael Jackson – The Experience mit.